# Antonio Sefer
Antonio Valentin Sefer (n. 22 aprilie 2000, Galați, România) este un fotbalist român, care joacă la Maccabi Bnei Reineh⁠(d) în Ligat ha'Al. Pe plan internațional, are prezențe la națională pentru România Sub-17, România Sub-19 și România U23⁠(d).

## Cariera

### Rapid București
A început fotbalul la Oțelul Galați și a debutat în Liga a II-a. În 2017 a plecat la Groningen în Olanda.
Pe 20 februarie 2019, Sefer a semnat un contract de patru ani și jumătate cu clubul român Rapid București. A strâns 141 de meciuri pentru clubul giulestean, reușind 19 goluri și 17 pase decisive. A debutat în Liga I în 2021 împotriva echipei FC Argeș, jucând în acel meci 40 de minute.

### Hapoel Be'er Sheva
La 12 iunie 2023, Sefer a semnat un contract cu vicecampioana Israelului, Hapoel Be'er Sheva.

### Naționala României
Sefer a făcut parte din echipa României în competiția de fotbal de la Jocurile Olimpice de vară din 2020. 

## Statistici

### Club
De la meciul jucat pe 2 aprilie 2022
| Club            | Sezon         | Ligă          | Ligă    | Ligă   | Cupa Națională | Cupa Națională | Europa  | Europa | Altele  | Altele | Total   | Total  |
| Club            | Sezon         | Divizia       | Meciuri | Goluri | Meciuri        | Goluri         | Meciuri | Goluri | Meciuri | Goluri | Meciuri | Goluri |
| --------------- | ------------- | ------------- | ------- | ------ | -------------- | -------------- | ------- | ------ | ------- | ------ | ------- | ------ |
| Otelul Galati   | 2015–16       | Liga II       | 14      | 1      | 0              | 0              | 0       | 0      | 0       | 0      | 14      | 1      |
| Otelul Galati   | Total         | Total         | 14      | 1      | 0              | 0              | 0       | 0      | 0       | 0      | 14      | 1      |
| Rapid București | 2018–19       | Liga a III-a  | 12      | 3      | 0              | 0              | 0       | 0      | 0       | 0      | 12      | 3      |
| Rapid București | 2019–20       | Liga II       | 26      | 3      | 2              | 1              | 0       | 0      | 0       | 0      | 28      | 4      |
| Rapid București | 2020–21       | Liga II       | 30      | 5      | 1              | 0              | 0       | 0      | 0       | 0      | 31      | 5      |
| Rapid București | 2021–22       | Liga I        | 26      | 1      | 2              | 0              | 0       | 0      | 0       | 0      | 28      | 1      |
| Rapid București | 2022-23       | Superliga     | 4       | 2      | 0              | 0              | 0       | 0      | 0       | 0      | 4       | 3      |
| Rapid București | Total         | Total         | 98      | 14     | 5              | 1              | 0       | 0      | 0       | 0      | 103     | 15     |
| Total cariera   | Total cariera | Total cariera | 112     | 15     | 5              | 1              | 0       | 0      | 0       | 0      | 117     | 16     |

## Palmares
Rapid București
- Liga III : 2018-19